# Oban (Argyll and Bute)

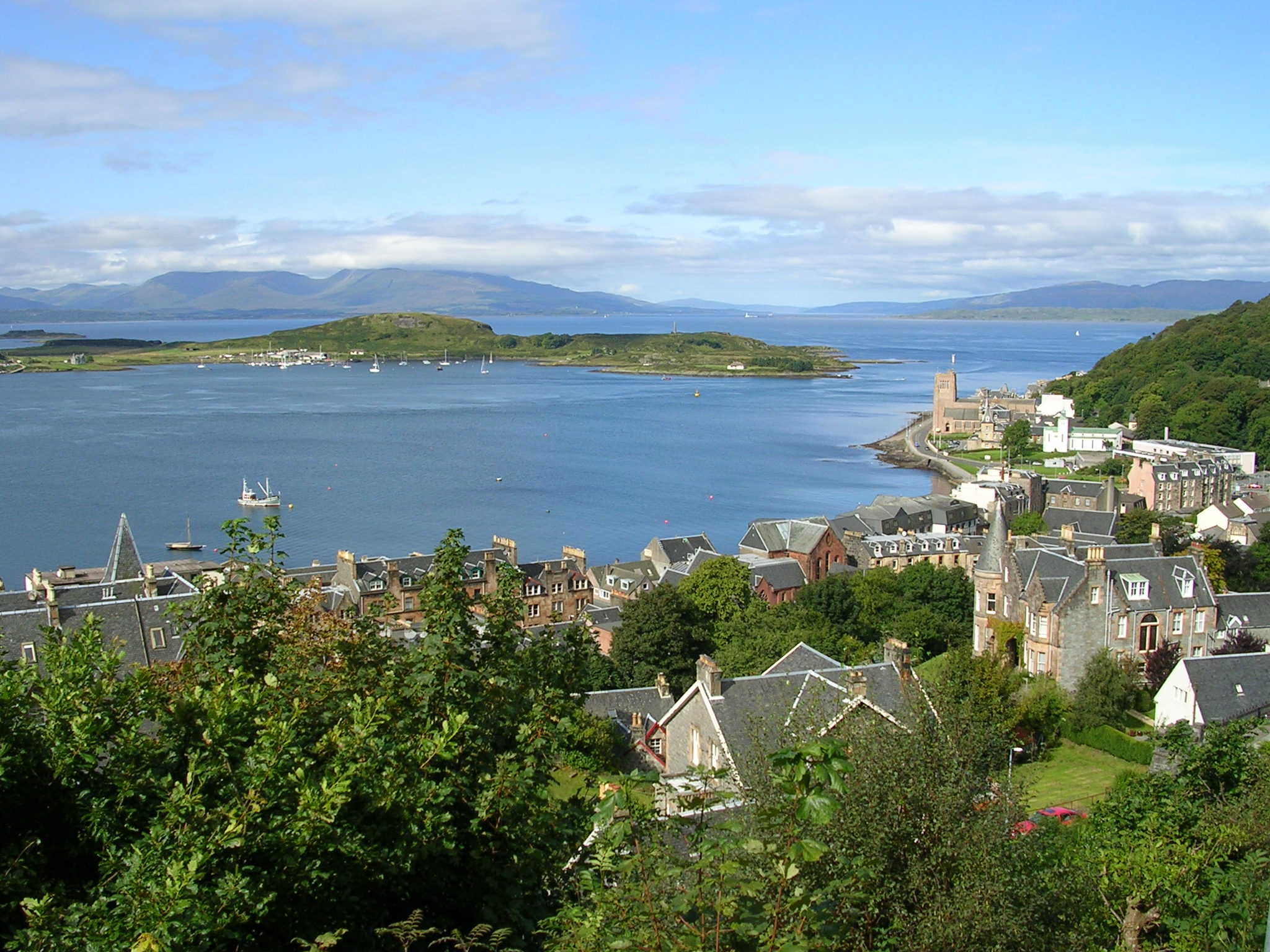
Oban

Oban (em gaélico escocês: An t-Òban, que significa "A pequena baía") é uma localidade em Argyll e Bute, na Escócia, com uma população de 8.120 habitantes segundo o censo do Reino Unido de 2001. Apesar de seu pequeno tamanho, é a maior cidade entre Helensburgh e Fort William e durante a temporada turística, a cidade pode chegar a 25.000 habitantes. Oban ocupa um belo assentamento no fiorde de Lorn. A baía de Oban é uma baía em forma de ferradura quase perfeita, protegida pela ilha de Kerrera e mais adiante de Kerrera está a ilha de Mull. Ao norte está a grande ilha de Lismore e as montanhas de Morvern e Ardgour.